# Loxosceles mulege
Loxosceles mulege là một loài nhện trong họ Sicariidae.
Loài này thuộc chi Loxosceles. Loxosceles mulege được miêu tả năm 1983 bởi Gertsch & Ennik.